# ربض أرقط

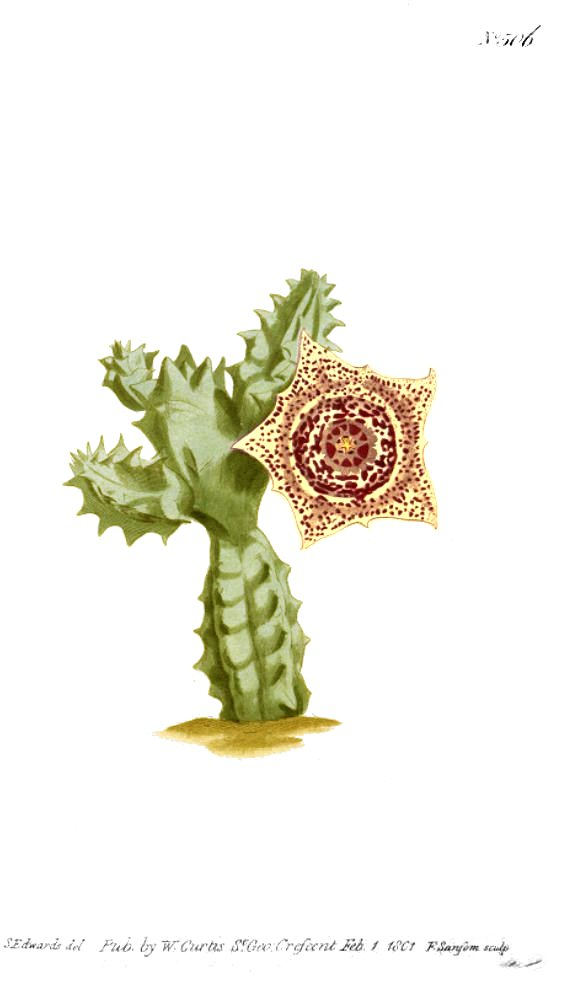

ربض أرقط (الاسم العلمي:Huernia guttata) هو نوع من النباتات يتبع جنس الربض من الفصيلة الدفلية.